# Вулиця Слов'янська (Львів)
Вулиця Слов'янська — вулиця у Франківському районі міста Львова, у місцевості Вулька. Пролягає перпендикулярно до вулиці Лазаренка.

## Історія та забудова
Вулиця прокладена у 1958 році та отримала назву Слов'янська, на згадку про слов'ян — найбільшої етномовної групи людей в Європі і відтоді назва вулиці не змінювалася.
Забудова вулиці — житлова п'ятиповерхова 1960-х років та одноповерхова садибна.